# ارنست آنسرمه
ارنست آنسرمه (به فرانسوی: Ernest Ansermet) (زادهٔ ۱۱ نوامبر ۱۸۸۳ – درگذشتهٔ ۲۰ فوریهٔ ۱۹۶۹) موسیقی‌دان، آهنگ‌ساز، و رهبر ارکستر اهل سوئیس بود.
او در آغاز، استاد ریاضیات دانشگاه لوزان بود؛ اما از سال ۱۹۱۲ کارش را به‌عنوان رهبر یک ارکستر کوچک، در یک کازینو در شهر مونترو آغاز کرد. سپس، از ۱۹۱۵ تا ۱۹۲۳، رهبر ارکستر شرکت باله روس متعلق به سرگئی دیاگیلف بود. در جریان سفرهایی که بدین منظور انجام داد، با موریس راول و کلود دبوسی دیدار کرد و نظر آنان را دربارهٔ اجرای آثارشان جویا شد. طی دوران جنگ جهانی اول، با ایگور استراوینسکی، که به سوئیس تبعید شده بود، ملاقات کرد و همین دیدار، ارتباط همیشگی‌اش را با موسیقی روسی رقم زد.
ارنست آنسرمه مردی پرشور و سرسخت بود و همواره از عقایدش با شدت و حرارت زیاد دفاع می‌کرد.

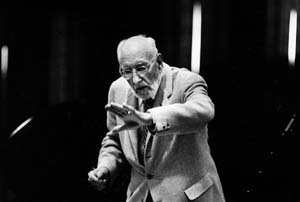
ارنست آنسرمه، ۱۹۶۵

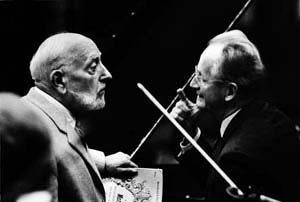
ارنست آنسرمه (چپ) و ویلهلم کمپف (راست)، ۱۹۶۵